# Bucle while

Diagrama de bucle While.

El bucle while o bucle mientras es un ciclo repetitivo basado en los resultados de una expresión lógica; se encuentra en la mayoría de los lenguajes de programación estructurados. El propósito es repetir un bloque de código mientras una condición se mantenga verdadera.

## Sintaxis
La sintaxis en pseudocódigo es la siguiente: 
| {\displaystyle {\color {Sepia}{\mathit {mientras}}}\;{\color {OliveGreen}{\mathit {condici{\acute {o}}n}}}\;{\color {Sepia}{\mathit {hacer}}}} {\displaystyle {\color {BlueViolet}{\mathit {instrucciones}}}} {\displaystyle {\color {Sepia}{\mathit {fin\;mientras}}}} |

## Condición
La condición ha de ser una sentencia que devuelva un valor booleano, y esta puede ser el valor booleano sí, verdadero (true) si la condición se cumple, o falso si esta no se cumple (false). También puede contener el nombre de una variable booleana, y el valor de la expresión dependerá de su contenido. Se debe tener en cuenta que además de las variables también puede haber llamadas a funciones que devuelvan un valor.

### Sentencias comparativas
La forma más obvia tal vez, y la más usada sin duda, son las sentencias comparativas, que usan los operandos igual, diferente, menor o igual, mayor o igual, menor y mayor. En el caso del lenguaje C, se utilizan los siguientes símbolos para representar las comparaciones anteriores: ==, !=, <=, >=, <, >.

### Particularidades de lenguajes
En algunos lenguajes, se pueden utilizar variables no booleanas en la comparación. Por ejemplo, si la variable vale 0 será como si la condición no se cumpliera, y siempre que sea diferente de 0, se considerará que la condición se cumple

## Ejemplos (usando sintaxis deC++)
En el siguiente código se usa un bucle que no se detendrá, ya que su condición es verdadera y no se modifica.
```
#include
 
<iostream>

using
 
namespace
 
std
;

int
 
main
()
 
{

    
while
 
(
true
)
 
{

        
cout
 
<<
 
"Mostrando bucle infinito."
 
<<
 
endl
;

    
}
 

}

```

En este ejemplo el programa va a leer la entrada continuamente, mientras su valor no sea igual a 0.
```
#include
 
<iostream>

using
 
namespace
 
std
;

int
 
main
()
 
{

	
int
 
numero
 
=
 
1
;

	
while
 
(
numero
 
!=
 
0
)
 
{

		
cout
 
<<
 
"
\n
Ingresa un numero del 1 al 3, o 0 para salir: "
;

		
cin
 
>>
 
numero
;

		
switch
(
numero
)
 
{

		    
case
 
0
:
 
{

		        
cout
 
<<
 
"Saliendo del programa..."
 
<<
 
endl
;

		        
break
;

		    
}

    		
case
 
1
:
 
{

    		    
cout
 
<<
 
"Numero 1 ingresado."
 
<<
 
endl
;

    		    
break
;

    		
}

    		
case
 
2
:
 
{

    		    
cout
 
<<
 
"Numero 2 ingresado."
 
<<
 
endl
;

    		    
break
;

    		
}

    		
case
 
3
:
 
{

    		    
cout
 
<<
 
"Numero 3 ingresado."
 
<<
 
endl
;

    		    
break
;

    		
}

    		
default
:
 
{

    		    
cout
 
<<
 
"No has ingresado un numero valido."
 
<<
 
endl
;

    		    
break
;

    		
}

		
}

	
}

	
return
 
0
;

}

```